# Velike Brisnice
Velike Brisnice es una localidad de Croacia en el ejido de la ciudad de Senj, condado de Lika-Senj.

## Geografía
Se encuentra a una altitud de 518 m s. n. m. a 192 km de la capital nacional, Zagreb.

## Demografía
Para la fecha del censo 2011 la población se encontraba deshabitada.
| Gráfica de población de Velike Brisnice 1857-2011                   |
|                                                                     |
| Según los censos de población de la oficina estadística de Croacia. |